# S.S.Chadha
S.S.Chadha  (Sarbjit Singh Chadha, né le 17 juin 1952 à New Delhi; en japonais : チャダ) est un chanteur indien d'enka, un style de chant japonais. C'est le premier chanteur d'enka qui n'est pas japonais d'origine.

## Discographie
- Chadha Densetsu (チャダ伝説, The Legend of Chadha)